# 我的避風港
《我的避風港》為泰國第3電視台旗下子公司BEC World所製作的LGBT劇集，由洛蕾娜·舒特與娜查·德查蒙卡拉琵瓦領銜主演。

## 演員陣容
註：括號內的演員姓名為小名。

### 主要演員
- 洛蕾娜·舒特（Lena） 飾演 Alin（Lin）
- 娜查·德查蒙卡拉琵瓦（Miu） 飾演 Jane

### 次要演員
- 阿納妲·普拉柯吉（Ying） 飾演

## 製作
2025年1月15日，泰國第3電視台於官方Instagram公布洛蕾娜·舒特（Lena）與娜查·德查蒙卡拉琵瓦（Miu）為旗下製作公司BEC World繼“Ling-Orm”後的第二對百合劇CP，劇情預告也將於近期釋出。

## 外部連結
- 《我的避風港》的Instagram帳戶（泰文）
- 《我的避風港》的X（前Twitter）（泰文）